# Sołnicata
Sołnicata - (bułg. Солницата, „warzelnia soli”) – prehistoryczne miasto położone na terenie współczesnej Bułgarii, w pobliżu dzisiejszego miasta Prowadija. Było najstarszym centrum produkcji soli w kontynentalnej Europie (5500–4200 p.n.e.). 
Sołnicata była ufortyfikowaną osadą z kamienia – rodzajem cytadeli z wewnętrznym i zewnętrznym miastem, miejscem produkcji ceramiki oraz centrum wytwarzania soli. Osada ta rozwijała się intensywnie w latach ok. 4700–4200 p.n.e .Sołnicata była otoczona murami obronnymi, które miały chronić sól – kluczowy towar w starożytności. Mimo że populacja osady szacowana jest na zaledwie 350 osób, archeolog Wasil Nikołow argumentuje, że spełnia ona kryteria prehistorycznego protomiasta.
Na terenie osady znaleziono źródła o wysokiej zawartości soli (około 160–190 gramów soli na litr wody). Mieszkańcy odparowywali wodę przy użyciu specjalnych naczyń, zaś pozostałą potem sól sprzedawali zarówno lokalnie, jak i w całym rejonie Bałkanów. Skarby znalezione w okolicy (Warna) wskazują, że handel solą przynosił lokalnym mieszkańcom znaczne wpływy.